# Hoppbock

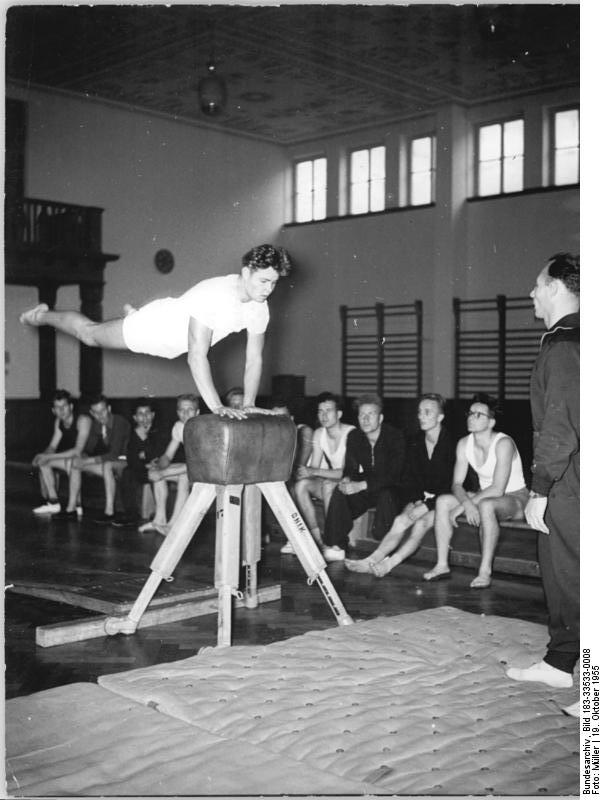
Hoppbock

Hoppbock är ett gymnastikredskap som används för att hoppa över. I artistisk gymnastik använder man ett liknande redskap som kallas bygelhäst.